# Electric Six
«Electric Six» — рок-гурт з Детройту, складається з шести осіб і грає напрямок рок-музики з елементами гаражного року, диско, панк-року, нової хвилі та метала. Гурт отримав визнання у 2003 році, завдяки синглам «Danger! High Voltage» та «Gay Bar». Згодом були записані дев'ять студійних альбомів: Fire, Señor Smoke, Switzerland, I Shall Exterminate Everything Around Me That Restricts Me from Being the Master, Flashy, KILL, Zodiac, Heartbeats and Brainwaves, Mustang, Human Zoo, Bitch, Don't Let Me Die! і Fresh Blood For Tired Vampyres. Також видані два альбоми рідких записів Sexy Trash і Mimicry & Memories, LIVE-альбом «Absolute Pleasure», DVD-концерт «Absolute Treasure» та фільм «Roulette Stars of Metro Detroit».

## Історія

### Формування і роки The Wildbunch
Гурт виник у 1996 році під назвою The Wildbunch, але згодом був перейменований через існування однойменного тріп-хоп-колектива з міста Бристоль.
У перший склад гурту входили: Dick Valentine (Тайлер Спенсер, вокал, тексти та музика), Rock and Roll Indian (Энтоні Сельф, гітара), Surge Joebot (Джо Фрізза, гітара), Disco (Стів Навара, бас) і M. (Корі Мартін, барабани).
У другій половині 90-х вони регулярно грали у клубах Old Miami та Gold Dollar в Детройті. У період розколу гурту наприкінці 90-х Тайлер Спенсер заснував свій гурт під назвою The Dirty Shame, та випустив один альбом, названий Smog Cutter Love Story, в котрому, окрім інших треків була перша версія пісні з Fire, «Vengeance And Fashion». Гурт возз'єднався у 2001 році, для того, щоб записати й випустити «Danger! High Voltage», а також «Dealin’ in Death and Stealin’ in the Name of the Lord» з Троєм Грегорі для його альбому Sybil.

### У центрі уваги (2001—2003)
Випущений у 2003 році сингл «Danger! High Voltage» став хітом, особливо у Британії. Також загальну увагу до гурту підсилив слух, що бек-вокал виконав Джек Уайт з The White Stripes. Згодом з'ясувалося, що Джек Уайт не має жодного відношення до цієї пісні.
Альбом 2003 року Fire (спродюсований та змікшований Демієном Мендісом і Стюартом Бредбері), приніс гурту дуже позитивну критику і сьоме місце у чарті Британії. «Danger! High Voltage» посів другий рядок в UK Singles Chart, а другий сингл, «Gay Bar», добрався до п'ятого місця.

### Зміна складу та тур (2004)
У червні, після завершення процесу створення альбому, до гурту приєдналися The Colonel (Зак Шиппс, гітара; колишній учасник The Atomic Numbers та Mood Elevator), John R. Dequindre (Кріс Пітерс, гітара, бас) та Frank Lloyd Bonaventure (Марк Дандон, бас) (обидва колишні учасники Ann Arbor's Whirling Road, Gateway Cruiser і Six Clips). Хоча якийсь час Electric Six асоціювали з ними, згодом їхнім гітаристом став Johnny Na$hinal (Джон Неш), Петерс перейшов на бас, замінивши Дандона.
На початку 2004 року Electric Six зіграли на Coachella Valley Music та Arts Festival.

### Señor Smoke(2005)
Другий альбом гурту Señor Smoke, вийшов в Англії 14 лютого 2005 року. Оскільки колектив пішов від свого минулого американського рекорд-лейбла, вихід альбому у Північній Америці був відкладений до укладення контракту з Metropolis Records, який видав альбом 7 лютого 2006 року.
Перший сингл з Señor Smoke, кавер на хіт Queen, «Radio Ga Ga», зробив гурт предметом дискусій, особливо серед фанатів цього британського квартету.